# Fanny Jandrain
 (décembre 2013).
Fanny Jandrain, née le 3 mai 1985 à Charleroi, est une personnalité belge francophone et présentatrice de télévision pour les chaînes de télévision belges RTL et RTBF. 

## Biographie
Fanny Jandrain, née le 3 mai 1985 à Charleroi, est la fille de Pierre Jandrain, avocat et président du Cercle Royal Wallon de Couillet, et de Jocelyne Joachim. Elle est également la sœur de Babette Jandrain, échevine à Charleroi depuis 2018 et de la comédienne Catherine Jandrain. Elle est la compagne de Nicolas De Keyser et elle a trois filles Capucine, Blandine et Victoire.
En 2006, elle est élue Miss Hainaut. À partir de 2007, elle est engagée comme animatrice radio sur Radio Contact,. En 2011, elle présentait l'émission Planète People. En 2015, elle vit à Genval, dans la commune de Rixensart. En août 2017 Fanny Jandrain confirme son départ de RTL pour devenir animatrice sur RTBF en septembre. Depuis, elle travaille à la RTBF en tant qu'animatrice notamment pour l'émission "On n'est pas des pigeons" avec le présentateur Thibaut Roland. 